# Канал Шлемма
Венозный синус склеры (лат. sinus venosus sclerae; синонимы: канал Шлемма, шлеммов канал, венозная пазуха склеры, лаутов канал, склеральный канал) — венозный круговой сосуд, который располагается в толще склеры. Канал расположен на месте стыка роговицы и радужки, в так называемом углу передней камеры глаза (лат. angulus iridocornealis) и проходит циркулярно вблизи всего края роговицы. Он отводит основную часть водянистой влаги из передней камеры глаза и проводит её через собирательные каналы и водянистые вены в эписклеральные вены, а затем в передние цилиарные вены и вортикозные вены.
Канал в разрезе имеет овальную форму, вдаваясь в склеру, по своему строению напоминает лимфатический сосуд. Изнутри канал покрыт тонким эндотелием, а к задней стенке канала прилежит трабекулярная сеть, которая продолжается на ресничный край радужки. Этот участок оказывает наибольшее сопротивление оттоку водянистой влаги, поддерживая внутриглазное давление на уровне примерно 15 мм рт.ст. Транспорт влаги осуществляется вероятно через гигантские пиноцитозные вакуоли и трансцеллюлярные поры, соединяющие наружную и внутреннюю мембраны эндотелиоцитов. В норме шлеммов канал содержит только водянистую влагу, поскольку существует градиент давления между ним, сетью собирательных сосудов и венами, в которые они впадают. В случае венозного застоя канал может ретроградно заполняться кровью.
Канал назван в честь немецкого анатома Фридриха Шлемма (1795—1858).
Роль при глаукоме
Канал транспортирует примерно 2-3 микролитра водянистой влаги в минуту. Если в результате травмы или инфекционного процесса канал заблокируется, то это приводит к повышению внутриглазного давления и развитию глаукомы. Повышение сопротивления трабекулярной сети (так называемой "трабекулы") играет при повышении внутриглазного давления наибольшее значение. 
Трабекулярная сеть является терапевтической мишенью противоглаукомных препаратов — аналогов простагландинов и пилокарпина. При этом простагладины действуют преимущественно на увеосклеральный путь оттока внутриглазной жидкости (через трабекулярную сеть, ресничный край радужки в супрацилиарное и супрахориодальное пространство).